# Kaszala (Szudán)
Kaszala (arabul: كسلا  angolul: Kassala) város Szudán keleti részén, Eritrea határának közelében. 
Lakossága 510 ezer fő volt 2012-ben.  
Az azonos nevű, gyapottermesztéséről ismert állam székhelye. Kereskedelmi, közigazgatási központ. Az 1980-as években az etióp polgárháború ezrével érkező menekültjeinek adott otthont. 

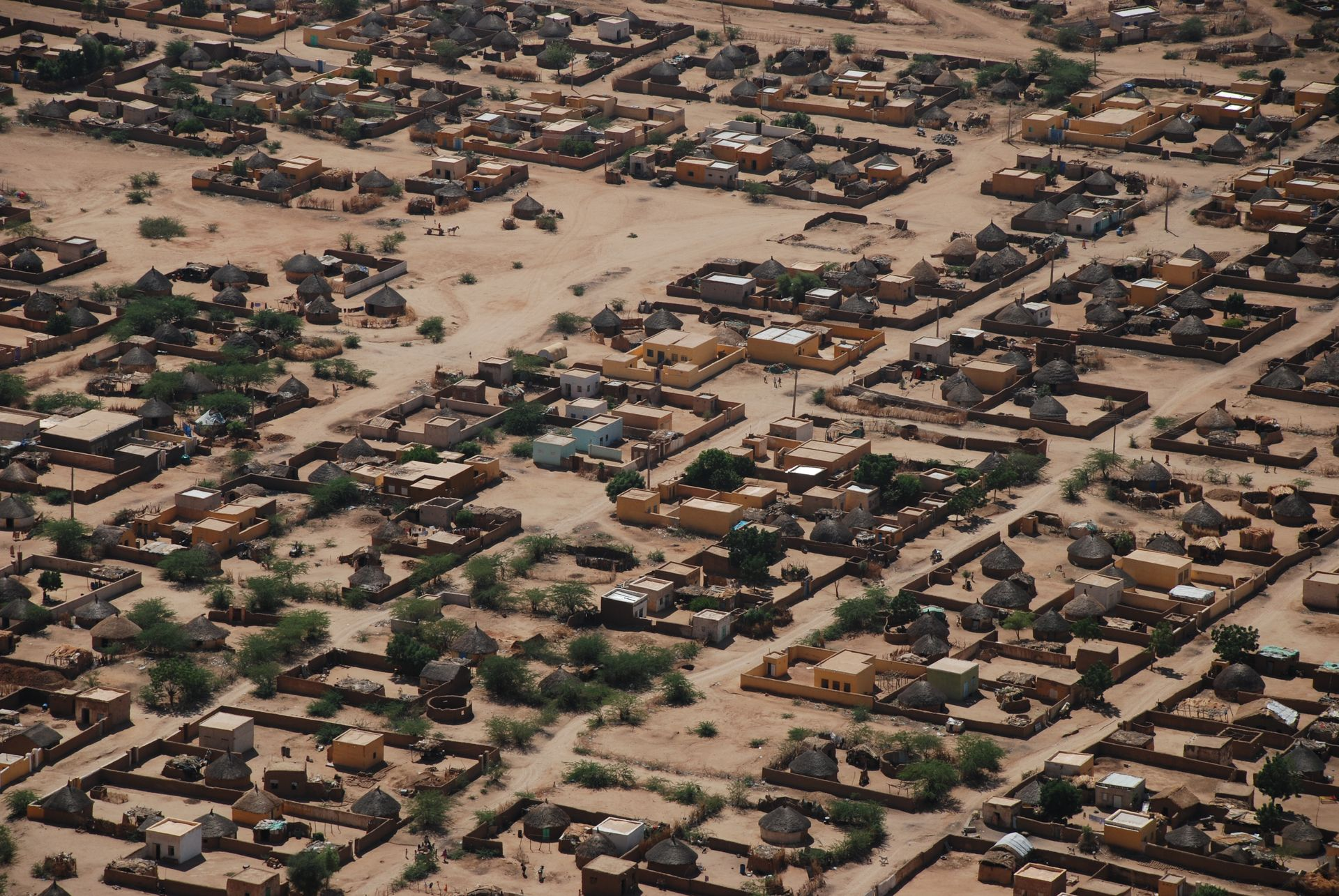
Külvárosi kép a magasból

## Fordítás
- Ez a szócikk részben vagy egészben  a   Kassala című angol Wikipédia-szócikk fordításán alapul.  Az eredeti cikk szerkesztőit annak laptörténete sorolja fel. Ez a jelzés csupán a megfogalmazás eredetét és a szerzői jogokat jelzi, nem szolgál a cikkben szereplő információk forrásmegjelöléseként.
- Ez a szócikk részben vagy egészben  a   Kassala című német Wikipédia-szócikk fordításán alapul.  Az eredeti cikk szerkesztőit annak laptörténete sorolja fel. Ez a jelzés csupán a megfogalmazás eredetét és a szerzői jogokat jelzi, nem szolgál a cikkben szereplő információk forrásmegjelöléseként.